# Theodore Freeman
Theodore Cordy Freeman (18. února 1930 Haverford, stát Pensylvánie, USA – 31. října 1964 Ellington, Texas) byl americký vojenský letec, který zahynul při havárii letadla. Absolvoval přípravu amerických astronautů, do vesmíru však už neletěl.

## Životopis
V roce 1953 ukončil úspěšně vysokoškolské studium akademie amerického vojenského námořnictva. O sedm let později zdárně zakončil studium na univerzitě v Michiganu. Získal titul leteckého inženýra. V roce 1963 byl zapsán ve třetí skupině do výcvikového střediska amerických astronautů u NASA. Oženil se, byl otcem jednoho dítěte.
Byl vojenským letcem. Při jednom z letů s cvičným letounem T-38 na letecké základně v Ellingtonu (stát Texas) došlo ke katastrofě a Freeman zahynul. V té době měl hodnost kapitána letectva.